# Bodianus sanguineus
Bodianus sanguineus là một loài cá biển thuộc chi Bodianus trong họ Cá bàng chài. Loài này được mô tả lần đầu tiên vào năm 1903.

## Từ nguyên
Tính từ định danh của loài cá này trong tiếng Latinh có nghĩa là "đỏ như máu", hàm ý đề cập đến màu đỏ tươi của chúng.

## Phạm vi phân bố và môi trường sống
B. sanguineus là một loài đặc hữu của quần đảo Hawaii. Loài này chỉ được biết đến qua các mẫu vật được thu thập từ vùng nước sâu ở ngoài khơi đảo Hawaii, Oahu và rạn san hô Maro.
Độ sâu được thu thập trong khoảng 67–238 m, nhưng được quan sát phổ biển ở độ sâu khoảng 100–120 m.

## Mô tả
B. sanguineus có chiều dài cơ thể tối đa được ghi nhận là 19 cm. Cơ thể có màu đỏ tươi với một dải sọc màu vàng từ sau mắt kéo dài dọc theo lưng đến gốc vây đuôi. Một vệt vàng ở dưới mắt, từ khóe miệng kéo đến nắp mang; và một vệt đen sau mắt. Một đốm đen trên nắp mang, đốm tương tự nhỏ hơn trên cuống đuôi. Vây lưng màu vàng; chóp các tia gai có màu tím; một dải sọc tím ở gốc. Vây đuôi màu vàng. Vây hậu môn màu đỏ sẫm. Vây bụng màu vàng. Vây ngực màu nâu đỏ với gốc màu vàng.
Số gai ở vây lưng: 12; Số tia vây ở vây lưng: 10; Số gai ở vây hậu môn: 3; Số tia vây ở vây hậu môn: 12; Số tia vây ở vây ngực: 17.

## Sinh thái học
Thức ăn của B. sanguineus có thể là những loài thủy sinh không xương sống như nhuyễn thể và giáp xác. Chúng được quan sát là sống theo cặp.

### Trích dẫn
- Martin F. Gomon (2006). “A revision of the labrid fish genus Bodianus with descriptions of eight new species” (PDF). Records of the Australian Museum, Supplement. 30: 1–133. ISSN 0812-7387.